# Nikola Nešković
Nikola Nešković (en serbe cyrillique : Никола Нешковић) né en 1740 à Požarevac et mort en 1789 à Vršac, était un peintre serbe.

## Œuvres
Nikola Nešković s'est illustré dans la peinture religieuse. Il a créé un millier d'œuvres, parmi lesquelles on trouve des icônes, des fresques et quelques portraits.
Parmi ses œuvres principales, on peut noter une Annonciation (1778), conservée au Musée de l'Église orthodoxe serbe à Belgrade ainsi qu'un bel autoportrait, daté de 1756, conservé au Musée National de Belgrade.